# Arvid Fuhre
Ernst Arvid Fuhre, till 1909 Nilsson, född 20 november 1885 i Västra Vingåker, död 2 juli 1959 i Helsingborg, var en svensk arkitekt. 

## Biografi

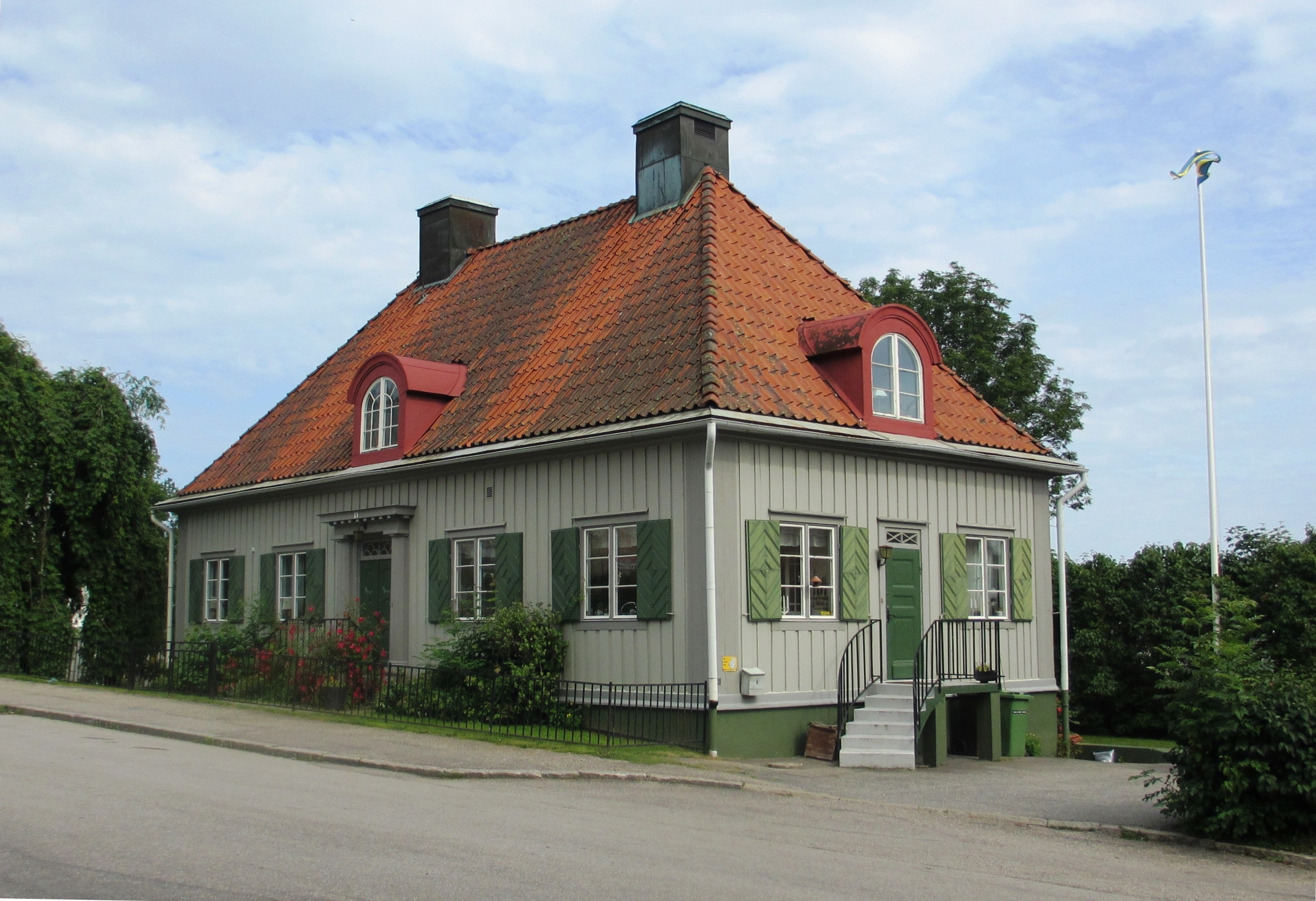
Villa för Fuhres föräldrar, Norrtullsgatan 4, Söderhamn (ca. 1916).

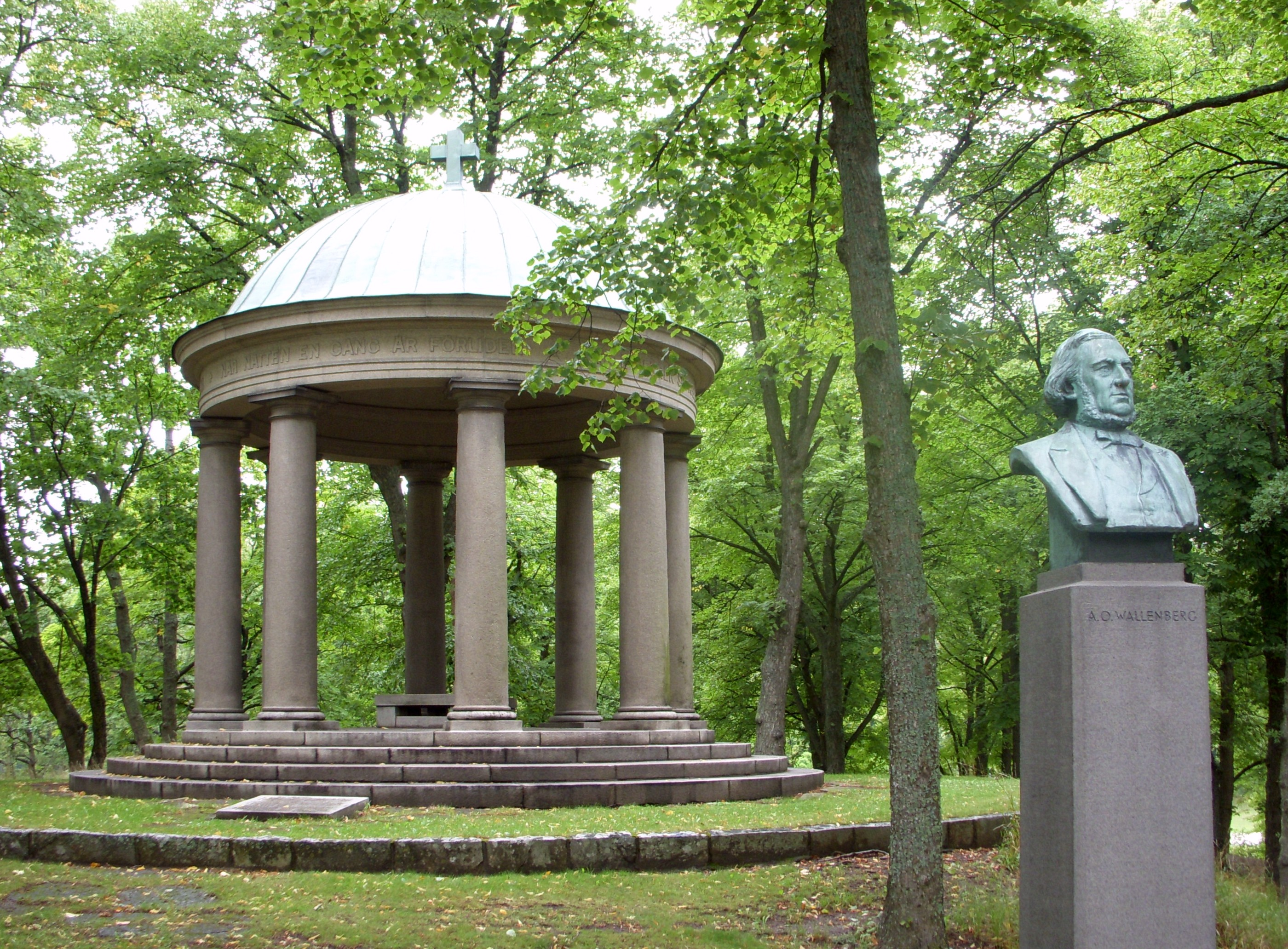
Wallenbergmausoleet, Ekerö (1912).

Fuhre kom från en familj som i generationer arbetat inom hotell- och restaurangbranschen. Han var son till källarmästaren och direktören Nils Nilsson och Jenny Fredrika Evelina, född Hellström, samt bror till källarmästaren Carl Emil Fuhre. Han växte upp i Söderhamn. Studentexamen tog han i Luleå. Tidigt märktes hans begåvning för musik och konst. Han var duktig i matematik och intresserade sig för teknik. Det var han som tog initiativet till att familjen bytte efternamn till Fuhre.
Arvid Fuhres grundutbildning till arkitekt skedde vid KTH 1907–11. Därefter var han anställd som biträdande arkitekt hos Torben Grut i Stockholm 1911–12 då Grut bland annat arbetade med Stockholms stadion). År 1912 kom Fuhre in på arkitektskolan på Konstakademien, där han sedan studerade till 1914. Redan 1912 hade han fått anställning vid Stockholms Rådhusbyggnadsbyrå, under ledning av arkitekten Carl Westman. Där arbetade han fram till 1915 då han flyttade till Göteborg för att arbeta som biträdande arkitekt hos Ernst Torulf. 
Hos Torulf stannade han till 1918 då han startade eget arkitektkontor i Göteborg, de första åren delvis i samarbete med arkitekten Conny Nyquist. I Göteborg utsågs han till HSB Göteborgs huvudarkitekt men fick även uppdrag från Bostads AB Nutiden. Under tiden i Göteborg ritade han elva storgårdskvarter, bland annat Standaret, Svärdsliljan och Omberg. Fuhre ritade även utställningslokaler för jubileumsutställningen 1923 och Buråsskolan. Familjen hade ett fritidshus som Fuhre själv ritat i Västerbodarna utanför Alingsås. I Västerbodarna kom Fuhre även att rita privatbostäderna Ytterhall och Villa Brantehäll samt för Göteborgs stad Friluftsskolan.
År 1929 utsågs Fuhre till stadsarkitekt i Helsingborg. Eftersom detta arbete endast medgav privat arkitektverksamhet i mycket begränsad omfattning, tvingades Fuhre lägga ner sitt eget kontor. Inte heller tjänsten som stadsarkitekt innefattade någon större praktisk arkitektverksamhet, utan huvudsakligen blev han tjänsteman. Fuhre hade en modernare roll som stadsarkitekt i Helsingborg än sina föregångare. Han hade större fokus på stadsutveckling och rådgivning. Fuhre kom att ha hand om bygglovsgranskningar och yttranden i olika plan- och byggärenden. Han hade till exempel överinseendet när Sven Markelius konserthus uppfördes och under byggtiden kom att skifta från klassicismen till en radikal funkisarkitektur. Tjänsten som stadsarkitekt innehade Fuhre till 1950 då han gick i pension.

## Byggnadsverk
Fuhres verk är huvudsakligen koncentrerade till tre orter, Söderhamn, Göteborg och Helsingborg, varav den förstnämnda var hans uppväxtort. Därutöver har han ritat en del byggnader i Västsverige och runtom i Skåne. Nedan följer en lista över hans viktigaste (kända) verk med angivande av eventuellt namn på byggnaden ifråga, adress, fastighetsbeteckning, typ av projekt, beställare samt årtal för ritningarnas uppgörande.

### Söderhamn
- Söderhamns Stadsmuseum (det tidigare ”Nya Borrhuset”), Oxtorgsgatan 5 (Faktoriet 1). Restaurering och ombyggnad av industribyggnad till museibyggnad åt Föreningen södra Hälsinglands fornminnesvänner (1914).
- Norrtullsgatan 4 (Pilen 14). Nybyggnad av villa åt föräldrarna källarmästaren Nils Nilsson och fru Jenny Nilsson (cirka 1916).
- Rektorsgatan 2 - Götgatan 28 (Geten 2). Nybyggnad av villa åt grosshandlaren August F. Ohlson och fru Ottilia Ohlson (cirka 1923).

### Ekerö
- Wallenberg-mausoleet, Ekerövägen (Griftegården 1:1), Malmvik (1912).[5]

### Göteborg
- Högåsplatsen 3 (Lorensberg 11:3). Nybyggnad av villa, tillsammans med arkitekten Ernst Torulf, åt arkitekten Ernst Torulf (1918).
- Brunnskar till fontänen "Flickan och sjötrollen" även kallad ”Skogsråfontänen”, Kungsparken (1918).[6]
- Förstaprisbelönat förslag till nybyggnader vid Chalmers Tekniska Institut, motto ”Origo”, tillsammans med arkitekterna Hugo Jahnke, Conny Nyquist och Karl Samuelsson (1920-21).
- Göteborgs Handelsbank, Södra Hamngatan 19-21 (Inom Vallgraven 16:6). Till- och ombyggnad av bankbyggnad, tillsammans med arkitekten Conny Nyquist (cirka 1921).
- Karl Johanstorget 1-6-Klareborgsgatan 1-Ankargatan 17-27-Såggatan 26 (Standaret 8). Nybyggnad av landshövdingehus åt Bostads AB Nutiden (1922-23).
- ”Idrottsgården”, Parkgatan 41-43, Heden. Nybyggnad av ”småbrukargård” till Jubileumsutställningen i Göteborg 1923.
- Kämpebron. Ombyggnad av bro med reliefer på räcken och brofästen åt Göteborgs stad (1923).[7]
- Buråsskolan, Framnäsgatan 25 (Krokslätt 76:4). Nybyggnad av folkskola åt Göteborgs stad (cirka 1924–26).
- Frödingsgatan 2-Sofiagatan 40-46-Morängatan (Åreskutan 6,7,10,11). Nybyggnad av landshövdingehus åt HSB (1925).
- Chalmers Tekniska Institut (Talltitan 5). Nybyggnader för kemiska och fysiska institutionerna, tillsammans med arkitekterna Hugo Jahnke, Conny Nyquist och Karl Samuelsson (cirka 1926).
- Frödingsgatan 11-Sofiagatan 48-64 (Helagsfjället 1-4). Nybyggnad av landshövdingehus åt HSB (1926).
- Kungsladugårdsgatan 11-15-Godhemsgatan 29,31-Birger Jarlsgatan 18-24-Valvgången 6-8 (Svärdsliljan 44-45). Nybyggnad av landshövdingehus åt HSB (1926-27).
- Terrassgatan 3 (Johanneberg 2:6). Nybyggnad av flerbostadshus (1926).
- Svenska Silikatforskningsinstitutet. (cirka 1927).
- Harald Stakegatan 1-5 - Brahegatan 14-20 - Götaholmsgatan 14-20 (Gamlestaden 11:23). Nybyggnad av landshövdingehus åt Göteborgs stad (cirka 1928–29).
- Stilla gatan 1-5-Strandridaregatan 12-18-Mariagatan 12-14-Älvsborgsgatan 5-7 (Kärleksörten 19). Nybyggnad av landshövdingehus åt HSB (cirka 1928).
- Terrassgatan 9 - Genomgången 3 (Johanneberg 1:1). Nybyggnad av flerbostadshus (1928).
- Östra Hamngatan 19 - Postgatan 20 (Nordstaden 17:3). På- och ombyggnad av affärs- och kontorshus (cirka 1928).
- Ljunggatan 2-8-Fyrverkaregatan 14-18-Dammgatan 1 (Strandpiparen 20). Nybyggnad av landshövdingehus åt HSB (cirka 1929).

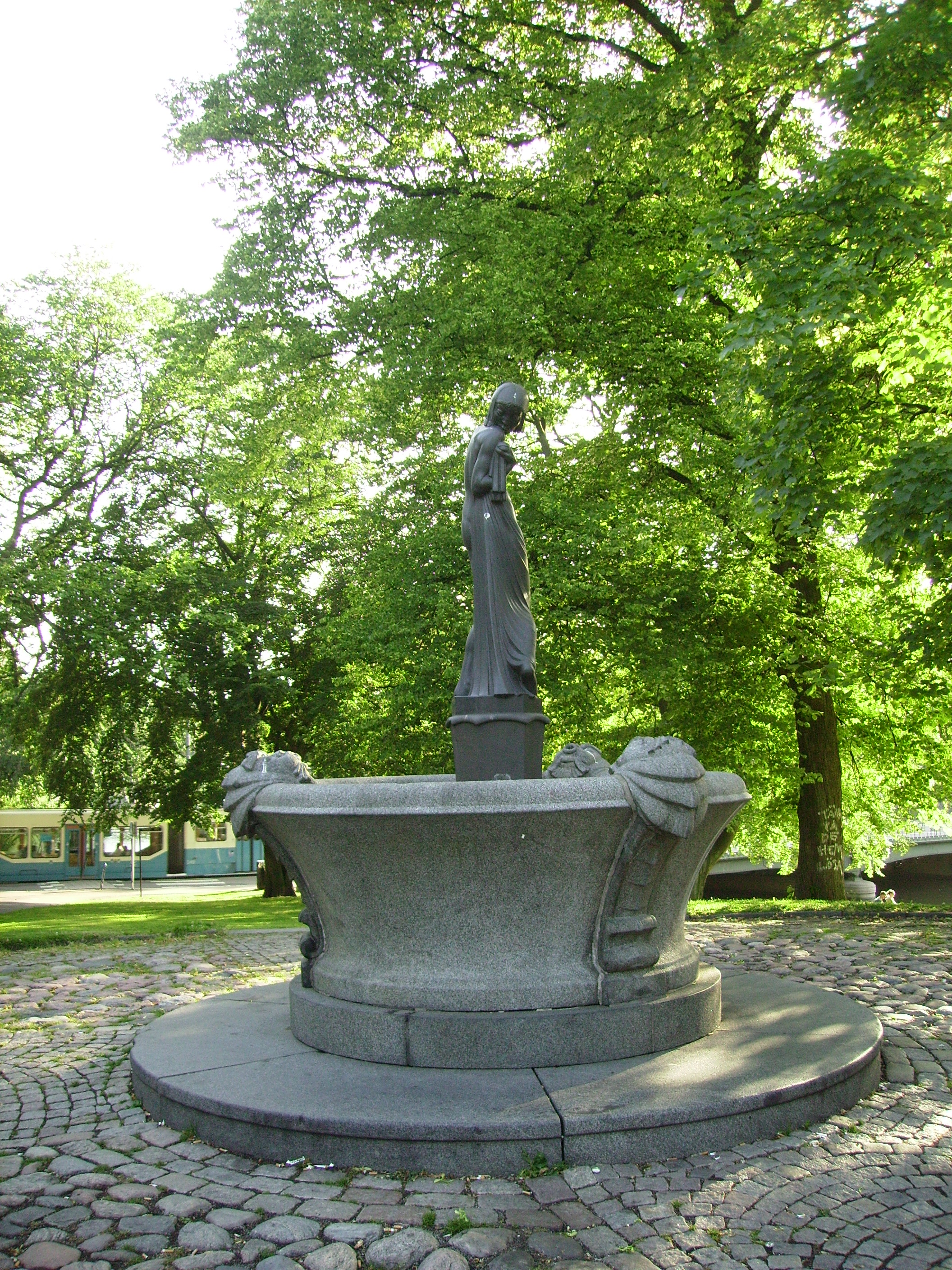
Brunnskar till Skogsråfontänen i Kungsparken i Göteborg (1918).
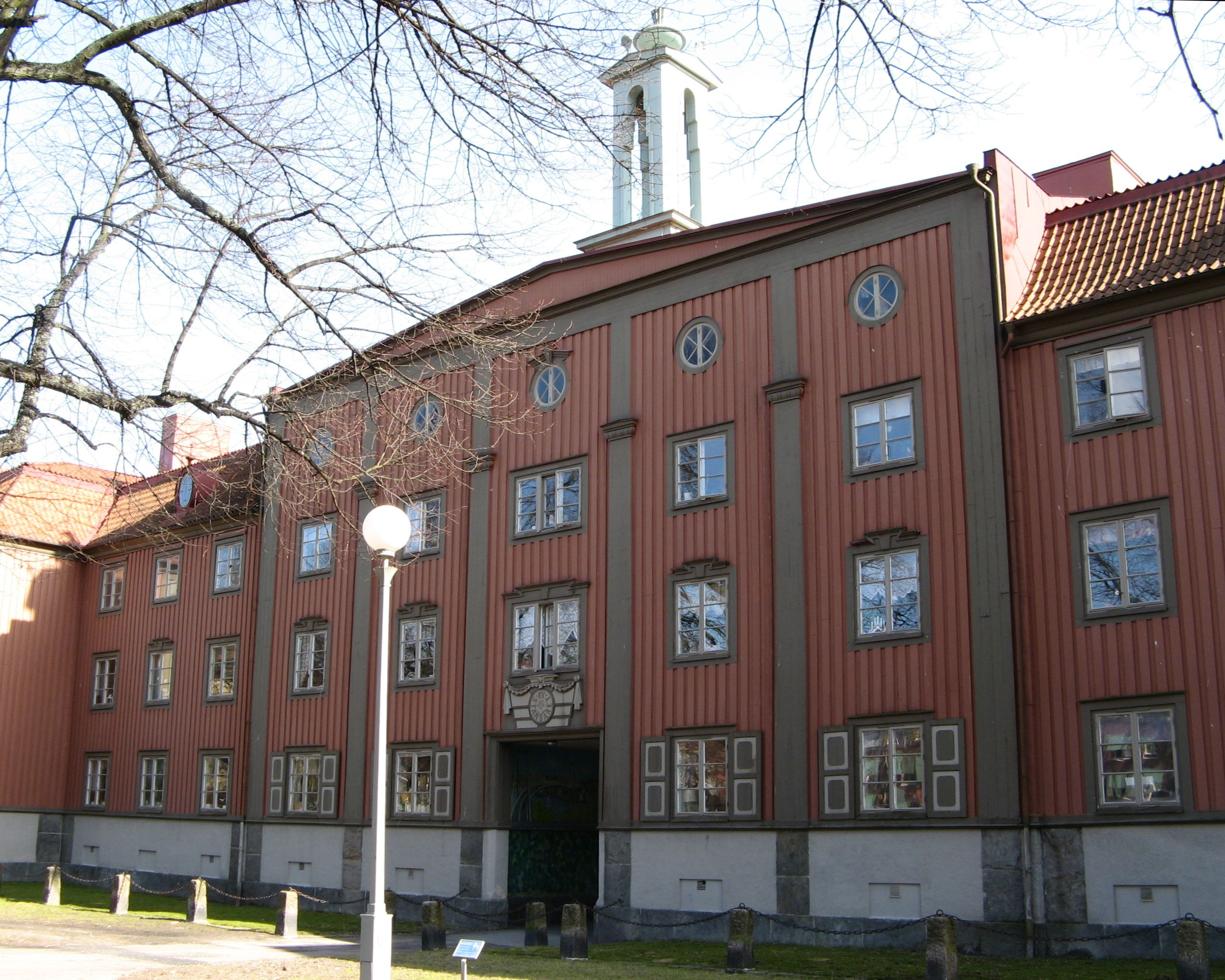
Kvarteret Standaret i Göteborg (1923).
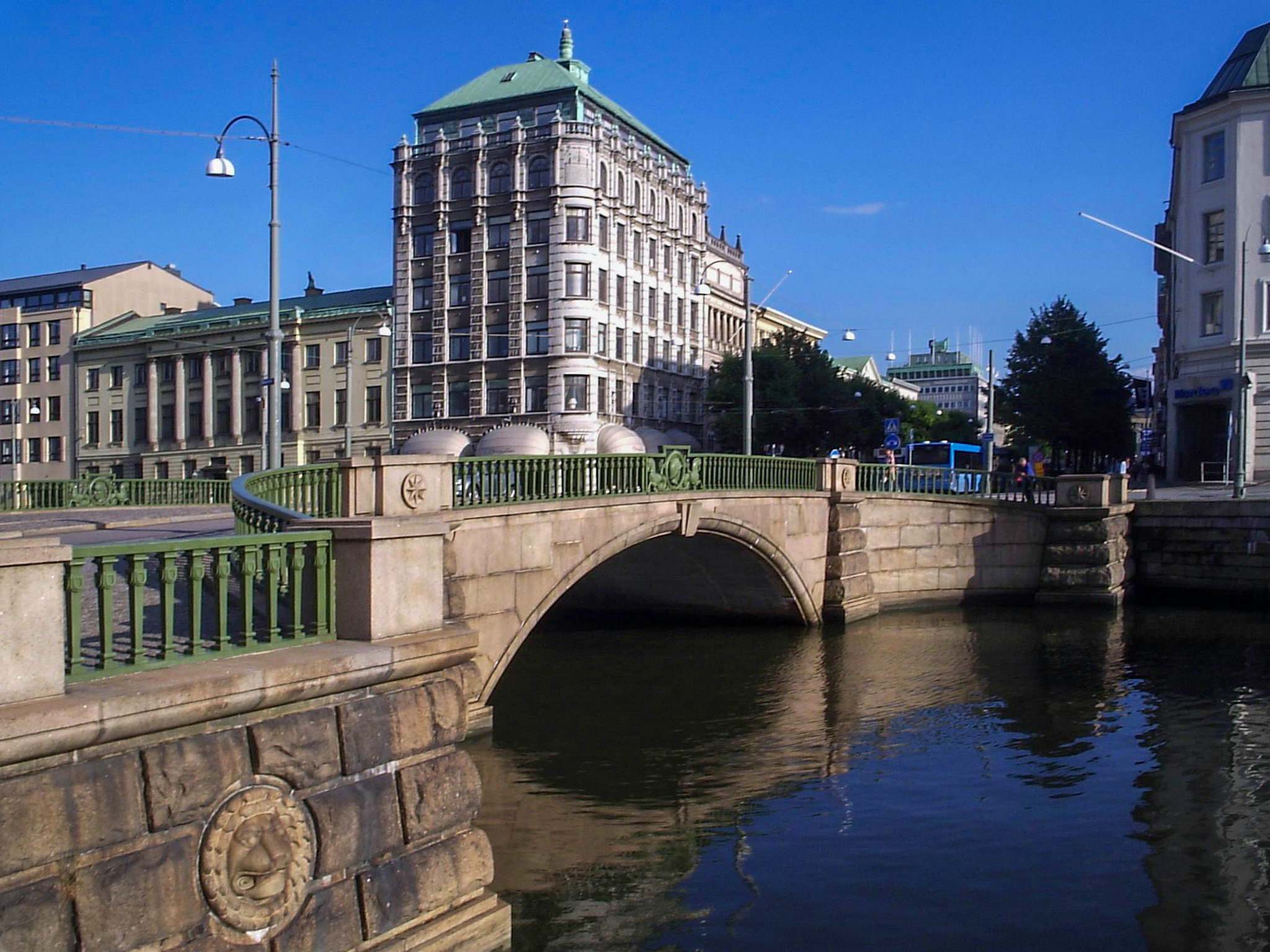
Kämpebron i Göteborg (1923).
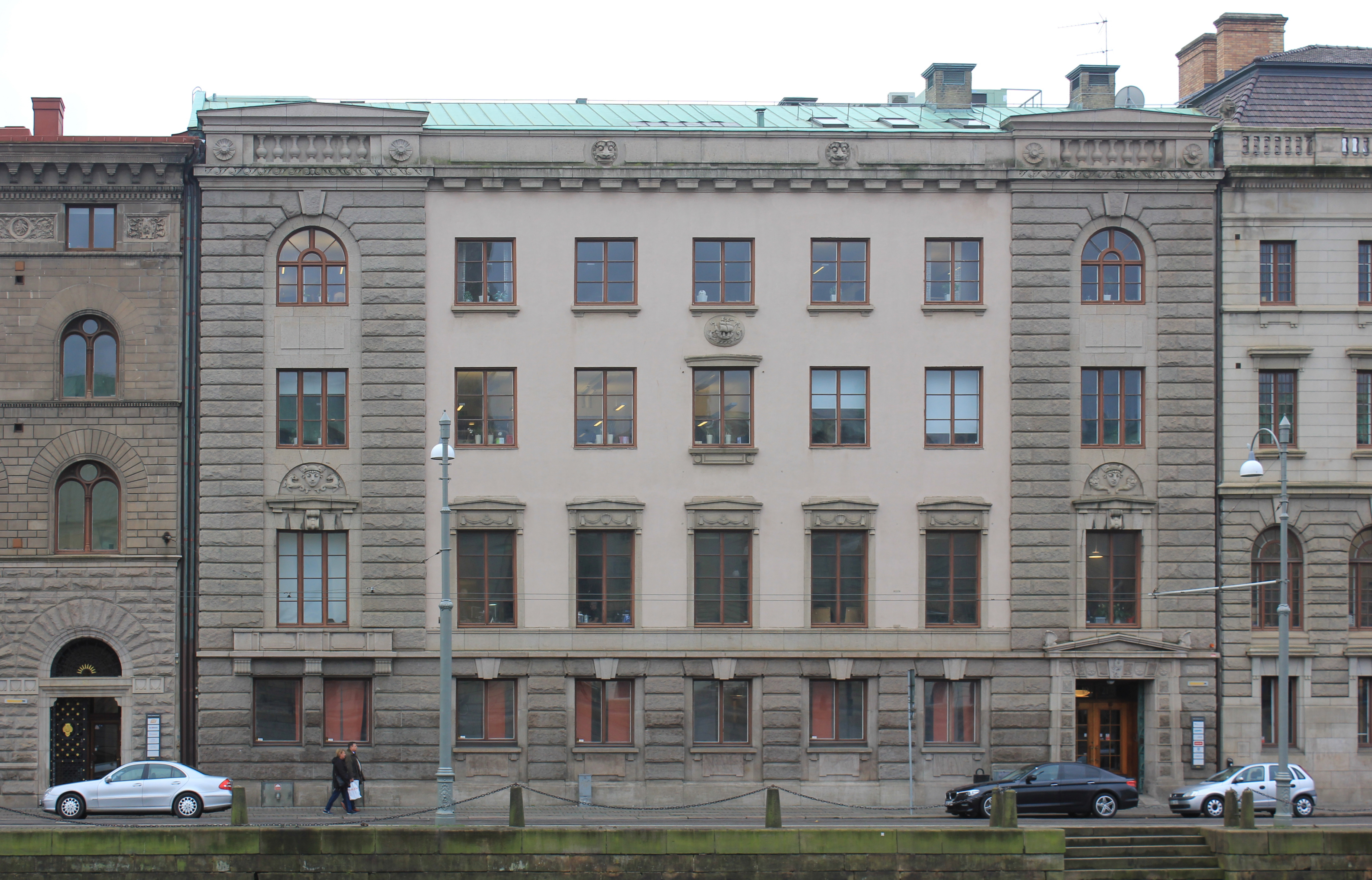
Göteborgs Handelsbank, tillbyggnad, Södra Hamngatan 19-21 (ca. 1925).
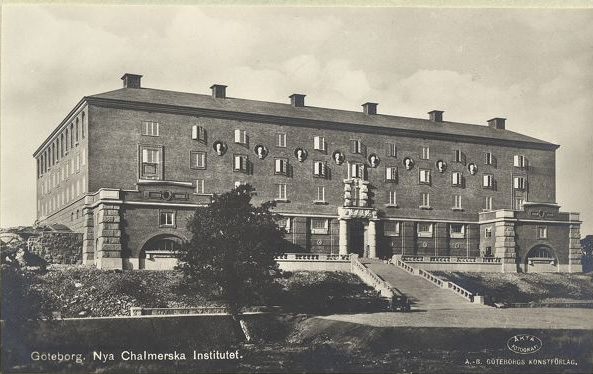
Chalmers tekniska institut (ca. 1926).
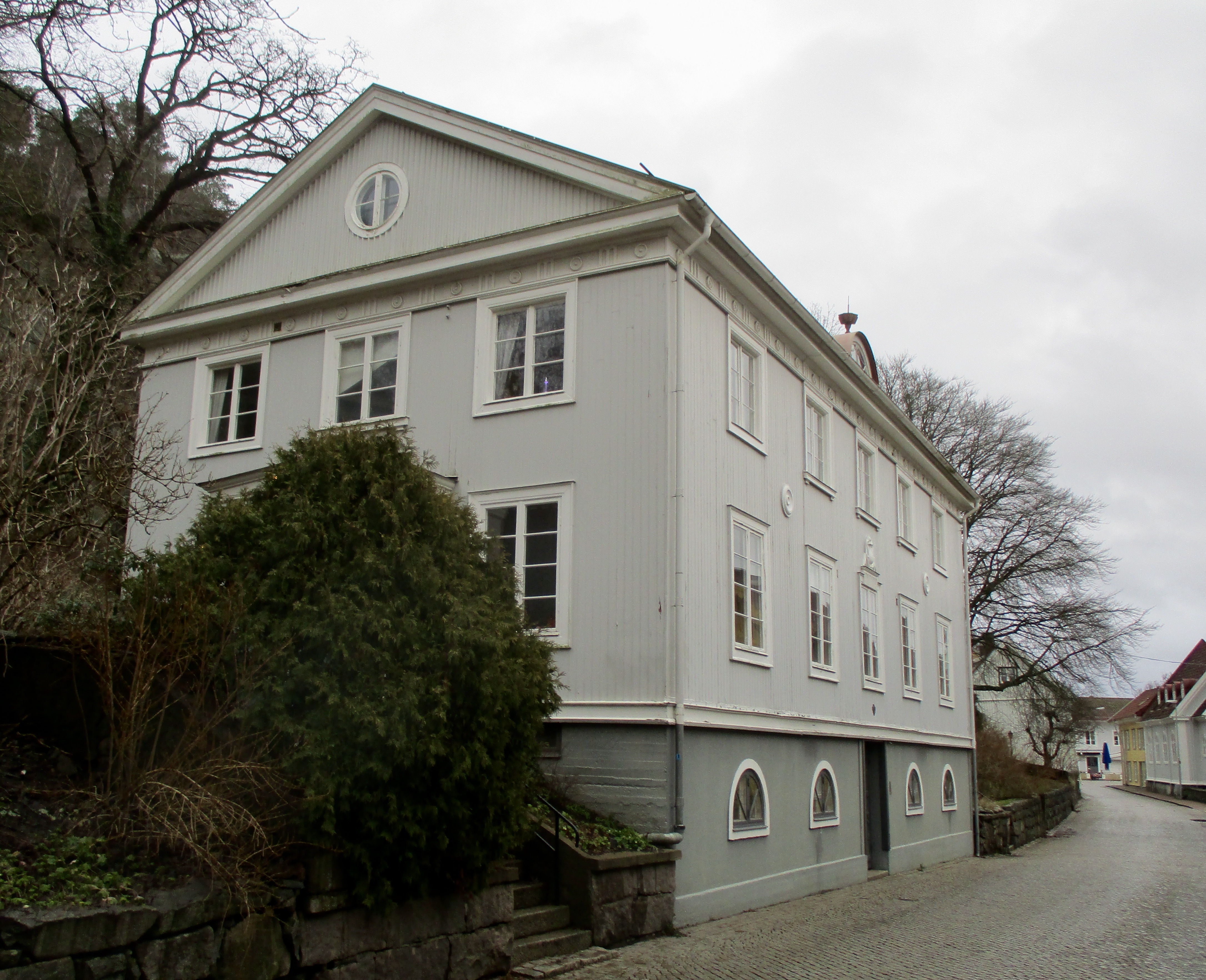
"Gamla apoteket", Västra gatan 6 i Kungälv (1927).

### Helsingborg
- Olympiaskolan, Södra Stenbocksgatan 75 (Motorn 5). Nybyggnad av skolbyggnad åt Hälsingborgs stad (1929–31).
- Gustav Adolfsskolan, Furutorpsgatan 51 (Gustav Adolf 1). På- och ombyggnad av gymnastikbyggnad åt Hälsingborgs stad (1930).
- Husensjöskolan, Kalmargatan 23 (Lydia 1). På-, till- och ombyggnad av skolbyggnad åt Hälsingborgs stad (1930–35).
- Höganäsgatan 3 (Ankaret västra 5). Nybyggnad av villa i egen regi (1930).
- Gustav Adolfs församlingshus, Furutorpsgatan 47 - Gustav Adolfs gata 28 (Ryssland östra 1). Nybyggnad av församlingshus åt Gustav Adolfs församling (cirka 1935–40).
- ”Kunghults sanatorium”, Patronens väg 67-69 (Pålsjö 2:2). Nybyggnad av sjukhusbyggnad åt Hälsingborgs stad (1936).

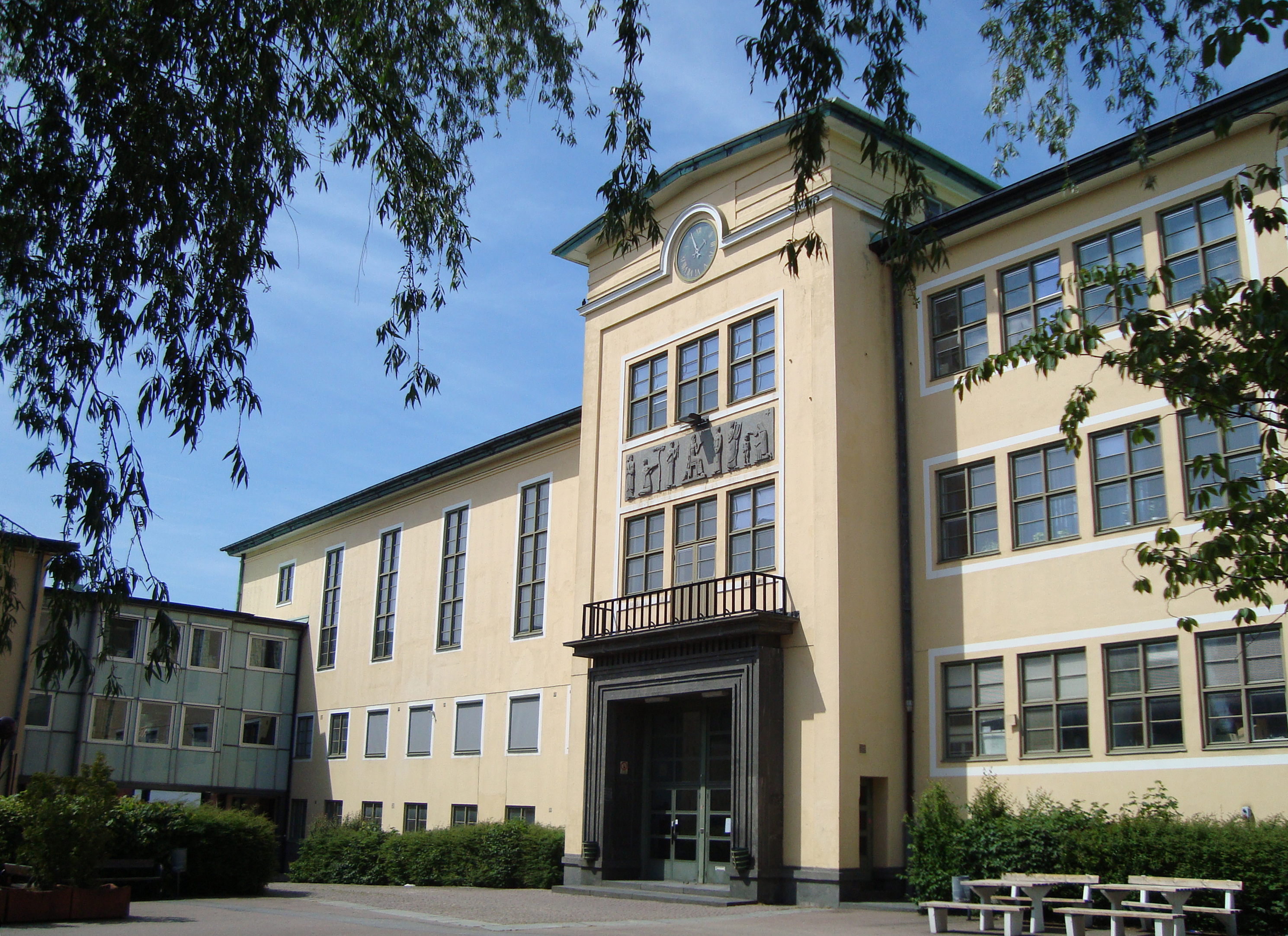
Olympiaskolan i Helsingborg (1931).
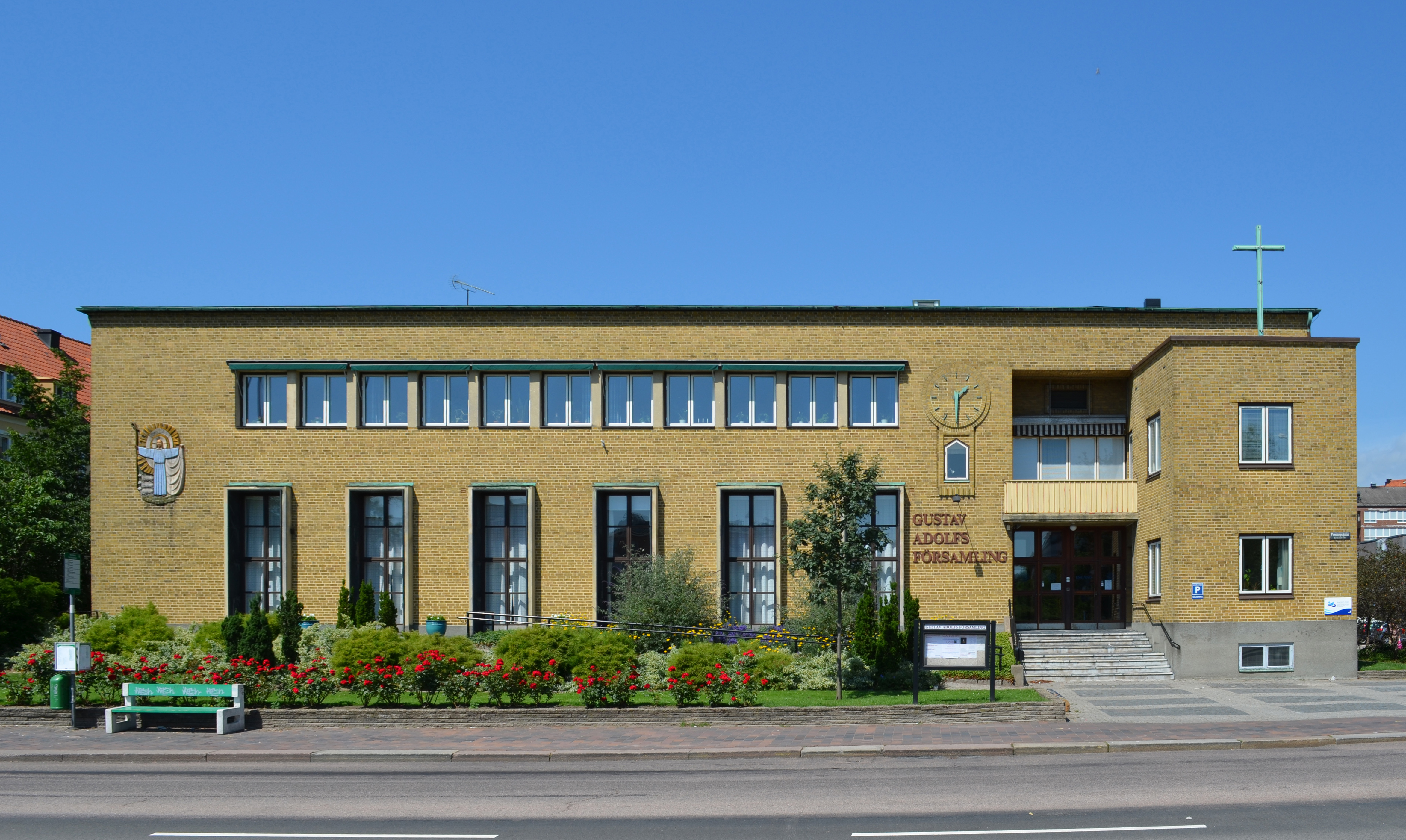
Gustav Adolfs församlingshem – numera Studentkårshus i Helsingborg (cirka 1940).

### Västsverige
- ”Ytterhall”, Munters väg 26 (Västerbodarna 1:90), Västerbodarna. Nybyggnad av villa åt grosshandlaren Fagerström (cirka 1917).
- Brovakten 8, bankhus för Göteborgsbanken, Brogatan 4 - Storgatan 18, Halmstad. nybyggnad, (1922-1925).
- ”Villa Brantehäll”, Solnäsvägen 10 (Västerbodarna 1:30 (del av)), Västerbodarna. Nybyggnad av sommarvilla i egen regi (cirka 1925).
- ”Gamla apoteket”, Västra gatan 6, Kungälv (1928).[8]
- ”Friluftsskolan”, Mossbergs väg 14 (Västerbodarna 1:452), Västerbodarna. Nybyggnad av skolbyggnader åt Göteborgs stad (cirka 1927).
- Villavägen 1 (Aspenäs 2:58 och Torp 1:168), Lerum. Nybyggnad av villa (utställningsbyggnad vid Byggnadsutställningen på Aspenäs 1929) åt AB Aspenäs Villastad (1928).

### Skåne
- ”Trumpeten”, Djäknegatan 1 - Själbodgatan 2A-2B (von Conow 46), Malmö. Fasadritningar till nybyggnad av affärs- och flerbostadshus åt byggmästaren Eric Sigfrid Persson (1932).
- Prästavägen 649 (Furan 2), Viken. Nybyggnad av sommarvilla åt Direktör Bror Hageltorn (1934). Fastigheten sedermera tillbyggd och ombyggd 1946 och 1972.
- Prästavägen 653 (Furan 42), Viken. Nybyggnad av sommarvilla åt rådmannen Hugo Sandell (cirka 1934).
- Prästavägen 663 (Furan 31), Viken. Nybyggnad av sommarvilla (1934).

### Icke ortsspecifika
- Normalritningar till folkskolor (1920).